# Волейбол на летних Олимпийских играх 2020 (составы, женщины)
На этой странице приведены составы женских команд, которые принимали участие в турнире по волейболу на XXXII Олимпийских играх в Токио.
В заявку команды разрешено включать 12 волейболисток. Указаны клубы, в которых игроки выступали в сезоне-2020/21.
Знаком * обозначены игроки либеро, выходившие номинально как доигровщицы на заднюю линию не форме либеро. В столбце «Очки» в скобках указано количество очков в атаке, на блоке и с подачи.

## Аргентина
Главный тренер: Фернан Эрраро, тренеры — Марсело Сильва, Элиан Квинтанс.

## Бразилия
Главный тренер: Зе Роберто, тренеры: Пауло Баррос, Вагнер Коппини Фернандес.

## Доминиканская Республика
Главный тренер: Маркос Квик (Бразилия), тренеры: Вагнер Роша Пашеко (Бразилия), Вильсон Санчес Дуран.

## Италия
Главный тренер: Давиде Маццанти, тренеры: Симоне Бенданди, Джулио Бреголи.

## Кения
Главный тренер: Луисомар де Моура (Бразилия), тренеры: Джефферсон Арости (Бразилия), Пол Биток.

## Китай
Главный тренер: Лан Пин, тренеры: Лай Явэнь, Ань Цзяцзе.

## ОКР
Главный тренер: Серджо Бузато (Италия), тренер: Юрий Булычев.

## Республика Корея
Главный тренер: Стефано Лаварини (Италия), тренеры: Сесар Эрнандес Гонсалес (Испания), Чхве Юн Джи.

## Сербия
Главный тренер: Зоран Терзич, тренеры: Бранко Ковачевич, Деян Александрич.

## США
Главный тренер: Карч Кирай, тренеры: Лука Слабе (Словения), Мэрв Данфи.

## Турция
Главный тренер: Джованни Гуидетти (Италия), тренеры: Алпер Хамурджи, Реджеп Ватансевер.

## Япония
Главный тренер: Куми Накада, тренеры: Нобору Аихара, Тайсукэ Кимура.